# Максюта, Валерия Владимировна
Валерия Владимировна Максюта (род. 27 сентября 1987, Киев) — израильская гимнастка.

## Биография
Валерия начала заниматься спортивной гимнастикой в возрасте 5 лет. Первым тренером Валерии была Людмила Александровна Пасюта. На протяжении всей своей спортивной карьеры на Украине Валерия занималась в спортивной школе СДЮСШОР-20. В возрасте 13 лет Валерия стала мастером спорта по спортивной гимнастике. В течение почти шести лет, начиная с 2002 года, выступала за сборную Украины.
В 2005 году, выиграв на Маккабиаде, Валерия получила предложение перейти в сборную Израиля. Через два года, в 2007 году, она получила ещё одно предложение из Израиля, от хозяина клуба «Маккаби-цафон» Аарона Литвина, тренироваться в его клубе и выступать в сборной Израиля. На этот раз она воспользовалась предложением и репатрииповалась в Израиль. Выступая за Израиль она достигла ряда успехов на международной арене в составе сборной Израиля по спортивной гимнастике. Значительную роль в этих победах сыграли её тренер на Украине Оксана Михайловна Слюсарчук и хореограф Оксана Омельянчик, у которых она продолжает заниматься по сей день, приезжая в Киев на сборы.

## Спортивные достижения
- 2012 — Этап кубка мира (Кодбус, Германия):
  - Бревно, 2-е место.
- 2012 — London Test Event:
  - Опорный прыжок, 2-е место.
  - Бревно, 3-е место.
- 2011 — Кубок Воронина:
  - Многоборье, 3-е место.
  - Опорный прыжок, 1-е место.
  - Бревно, 2-е место.
  - Вольные упражнения, 3-е место.
- 2011 — Этап кубка мира (Острава, Чехия):
  - Опорный прыжок, 1-е место.
  - Бревно, 1-е место.
  - Вольные упражнения, 3-е место.
- 2011 — Этап кубка мира (Осиек, Хорватия):
  - Опорный прыжок, 1-е место.
  - Вольные упражнения, 3-е место.
  - Бревно, 3-е место.
- 2011 — Этап кубка мира (Марибор. Словения):
  - Опорный прыжок, 1-е место.
  - Брусья, 2-е место.
  - Бревно, 2-е место.
- 2011 — Кубок Виталия Щербо:
  - Многоборье, 1-е место.
  - Бревно, 1-е место.
  - Опорный прыжок, 1-е место.
  - Вольные упражнения, 1-е место.
- 2011 — Этап кубка мира (Гент, Бельгия) — Опорный прыжок, 2-е место.Видео.
- 2011 — Чемпионат Израиля:
  - Многоборье, 2-е место
  - Бревно, 1-е место. Видео.
  - Опорный прыжок, 1-е место. Видео.
  - Брусья, 2-е место. Видео.
  - Вольные упражнения, 2-е место. Видео.
- 2011 — Открытый Кубок Республики Беларусь по спортивной гимнастике:
  - Многоборье, 1-е место.
  - Бревно, 1-е место.
  - Опорный прыжок, 2-е место.
  - Вольные упражнения, 3-е место.
- 2010 — Кубок Воронина:
  - Многоборье, 3-е место.
  - Бревно, 2-е место.
- 2010 — Кубок Виталия Щербо: Бревно, 2-е место.
- 2010 — Открытый чемпионат Хьюстона: Опорный прыжок, 2-е место.
- 2009 — Этап кубка мира (Осиек, Хорватия): Брусья, 3-е место.[1]
- 2009 — Кубок Виталия Щербо: Опорный прыжок, 3-е место.
- 2009 — Чемпионат Израиля: Многоборье, 2-е место.
- 2009 — Маккабиада:
  - Многоборье, 2-е место.
  - Брусья, 2-е место.
  - Опорный прыжок, 1-е место.
- 2007 — Кубок Воронина: Бревно, 2-е место.
- 2007 — Кубок Украины: Опорный прыжок, 2-е место.
- 2006 — Кубок Украины: Опорный прыжок, 1-е место.
- 2005 — Кубок Стеллы Захаровой:
  - Многоборье, 2-е место.
  - Бревно, 3-е место.
  - Опорный прыжок, 1-е место.
- 2005 — Чемпионат Украины: Бревно, 1-е место.
- 2005 — Маккабиада:
  - Многоборье, 1-е место.
  - Брусья, 3-е место.
  - Вольные упражнения, 1-е место.
  - Бревно, 1-е место.
- 2005 — Универсиада: Опорный прыжок, 2-е место.
- 2002—2007 — Кубок Украины: командное первенство, 1-е место.
- 2002—2007 — Чемпионат Украины: командное первенство, 1-е место.
- 2001 — Чемпионат Украины: брусья, 3-е место.